# Jacques Salmon
Jacques Salmon (ca. 1545 - ca. 1586) was een Frans componist en zanger.
Hij was muziekmeester en kamerheer aan het hof van Hendrik II van Frankrijk. In 1581 componeerde hij samen met Girard de Beaulieu de muziek voor het Ballet comique de la reine, dat tegenwoordig als eerste ballet wordt beschouwd.
- Biblioteca Nacional de España: XX1560024
- Bibliothèque nationale de France: cb122553585 (data)
- International Standard Name Identifier: 0000 0000 6301 2966
- Library of Congress Control Number: n81126821
- Nationale Bibliotheek van Israël: 987007270900105171
- Système universitaire de documentation: 10253411X
- Virtual International Authority File: 4988215
- WorldCat: E39PBJyMg7RYff3mHgcPYBMwYP